# 雷德卡-克利夫兰
雷德卡-克利夫兰（英語：Redcar and Cleveland）是英格兰名誉郡北约克郡的一个单一管理区。主要城市有雷德卡、萨尔泰本、吉斯伯勒。2001年人口为139,132。属于蒂斯河谷经济区的一部分。